# Larbatache
Larbatache là một đô thị thuộc tỉnh Boumerdès, Algérie. Dân số thời điểm năm 2002 là 15.791 người.